# Wolfova ulica
Wolfova ulica je ena izmed ulic v centru Ljubljane.

## Zgodovina
Dotedanja Gledališka ulica je bila leta 1892 preimenovana, saj je tam ležeče gledališče pogorelo. Na predlog župana Ivana Hribarja so ulico poimenovali po škofu Antonu Alojziju Wolfu.
Do leta 2007 je bila ulica odprta za motorni promet. Ker je bilo po ulici speljanih več avtobusnih prog (2, 10, 11, 13 in 20) je večkrat prihajalo do bližnjih srečanj vozil. Danes je ulica območje umirjenega prometa in namenjena le pešcem.

## Urbanizem
Ulica povezuje Kongresni s Prešernovim trgom in Petkovškovim nabrežjem. 
Na ulico se povezuje Knafljev prehod.